# Comparettia rauhii
Comparettia rauhii är en orkidéart som först beskrevs av Karlheinz Senghas, och fick sitt nu gällande namn av Mark W. Chase och Norris Hagan Williams. Comparettia rauhii ingår i släktet Comparettia, och familjen orkidéer. Inga underarter finns listade i Catalogue of Life.